# Оленті
Оленті́ (каз. Өлеңті) — село у складі Сиримського району Західноказахстанської області Казахстану. Входить до складу Жимпітинського сільського округу.
У радянські часи село називалось Уленти.
Населення — 957 осіб (2021; 1042 у 2009, 1386 у 1999, 1489 у 1989).